# Małgorzata Chomycz-Śmigielska
Małgorzata Maria Chomycz-Śmigielska (ur. 27 stycznia 1978 w Lesku) – polska polityk, urzędnik państwowy i samorządowy. W latach 2007–2010 wicewojewoda podkarpacki, a w latach 2010–2015 (z krótką przerwą w 2011) wojewoda podkarpacki, posłanka na Sejm VII kadencji (2011).

## Życiorys
Absolwentka I Liceum Ogólnokształcącego im. Komisji Edukacji Narodowej w Sanoku z 1997. Ukończyła studia z zakresu filologii klasycznej na Wydziale Nauk Humanistycznych Katolickiego Uniwersytetu Lubelskiego (obroniła pracę magisterską pt. Rozmyślania Marka Aureliusza). Pracowała jako konsultantka w Gminnym Ośrodku Informacji o Unii Europejskiej, tłumaczka oraz nauczycielka języka angielskiego w szkole i łaciny w kolegium języków obcych.
W 2003 zakładała koło Platformy Obywatelskiej w Lesku. Była asystentką parlamentarzystów PO Krystyny Skowrońskiej i Zbigniewa Rynasiewicza oraz eurodeputowanego Bogdana Klicha, a także dyrektorką biura miejskiego tej partii w Rzeszowie. Od października 2006 była dyrektorką Regionalnego Biura PO RP w Rzeszowie oraz wykładowczynią języka łacińskiego.
27 grudnia 2007 została powołana na stanowisko wicewojewody podkarpackiego. 2 grudnia 2010 odwołano ją z tego stanowiska i jednocześnie powołano na urząd wojewody podkarpackiego. W wyborach w 2011 uzyskała mandat posłanki na Sejm VII kadencji, kandydując z listy PO w okręgu krośnieńskim i otrzymując 16 829 głosów. 12 grudnia 2011 ponownie została powołana na stanowisko wojewody podkarpackiego, w związku z czym zrzekła się mandatu poselskiego. Pracę na stanowisku wojewody zakończyła 8 grudnia 2015.
Pod koniec 2015 objęła stanowisko zastępcy wójta gminy Fredropol, rezygnując jednocześnie z członkostwa w PO. Później została kierownikiem Biura Zarządzania Kryzysowego i Ochrony Ludności Starostwa Powiatowego w Przemyślu. W wyborach samorządowych 2018 bez powodzenia startowała do rady powiatu przemyskiego z listy PSL.
W 2013 odznaczona Brązową Odznaką „Zasłużony dla Ochrony Przeciwpożarowej”.

## Życie prywatne
Pochodzi z miejscowości Roztoki Dolne. Ma siostrę i dwóch braci. Od 2012 zamężna z Januszem Śmigielskim. Ma córkę Weronikę i syna Michała. Zamieszkała we wsi Chołowice.